# EsRadio
esRadio es una cadena de radio española, privada, generalista y de ámbito nacional. Es la quinta radio generalista de alcance nacional más escuchada en España con 816.000 oyentes según la 1° oleada de 2025 del EGM.
Pertenece al grupo multimedia Libertad Digital y emite en más de 100 puntos de toda España, a través de FM. Emite tanto a través de otras empresas, que hacen la programación local en cada territorio, como a través de sus propias licencias. Empezó a emitir en Madrid a través de la frecuencia concedida a la sociedad Unión Liberal de Radio, participada por Libertad Digital y Unidad Editorial. Emite también en TDT en todo el ámbito nacional y en directo en su sitio web y app.

## Historia

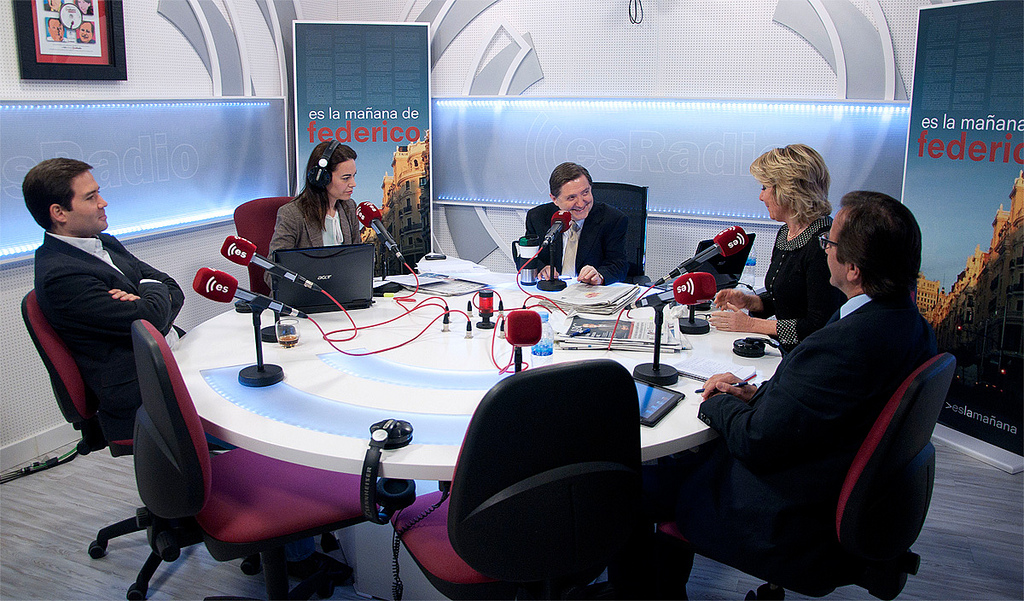
Esperanza Aguirre entrevistada en esRadio por Federico Jiménez Losantos

Después de muchos rumores y un conflicto con la dirección de la Cadena COPE, Federico Jiménez Losantos, César Vidal y su antiguo compañero Luis Herrero, figuras de la mañana y noche de la COPE respectivamente, presentaron el proyecto de esRadio el 17 de junio de 2009, durante la emisión del programa La tertulia de Libertad Digital TV.
Recibieron una licencia radiofónica por parte de la Comunidad de Madrid que en un principio iban a ofrecer a la COPE. Montaron los estudios y la redacción, en apenas 7 semanas, en las oficinas de Libertad digital creando el grupo homónimo. Comenzaron sus emisiones el lunes 7 de septiembre de 2009, a las 7:00 a. m.
Inicialmente empezó emitiendo a través de la licencia en la frecuencia 99.1Mhz en Madrid. Para el resto de España, la cadena ofrecía la señal para que la reprodujesen emisoras locales y así dar cobertura. Algunas de estas emisoras se sumieron en la polémica por las licencias de emisión de la cadena, quedando algunas zonas de España sin la cobertura de esRadio.
Con el paso de los años, ha ido ganando frecuencias en concursos autonómicos y más emisoras locales se han ido asociando a la cadena de emisoras.
En Castilla y León a partir de 1 de mayo de 2013 hasta la actualidad todas las frecuencias en FM, internet, etcétera de Punto Radio, ABC Punto Radio pasó a emitir esRadio Castilla y León.
Se realizan desconexiones locales donde cada emisora emite, en la franja de programación local, su emisión correspondiente. Esto sucede en las emisoras de: Sevilla, Valencia, Galicia, Albacete, Castilla y León, Huesca, Islas Baleares, Islas Canarias, Asturias, Cantabria, Región de Murcia entre otras.
Actualmente esRadio emite a través de 104 postes de emisión por toda España a excepción de en Cataluña, País Vasco y las dos ciudades autónomas de Ceuta y Melilla, donde, por problemas políticos, no emite su señal.

## Premios
2011
- Estamos de fin de semana, Premio al Mejor Programa de Viajes de la Radio Española.
- Es amor, Premio de la Academia de la Radio al Mejor Programa de Madrugada.
- Luis Herrero, premio Antena de Oro por su programa En casa de Herrero.
- Javier Somalo, premio Antena de Plata.

2012
- Libertad Digital, premio Antena de Oro.
- Dieter Brandau, premio Antena de Plata por su labor como director de los servicios informativos de esRadio

2013
- María José Peláez, premio Antena de Oro por su programa Déjate de historias.

2016
- Juan Pablo Polvorinos, premio Antena de Oro.

2020
- Dieter Brandau, premio Antena de Oro.[5][6]

Además de los anteriores galardones de carácter profesional, en 2008 el grupo LD recibió el premio Voces Contra el Terrorismo por la defensa de la causa de las víctimas, y en 2010 LDTV recibió el Premio Derechos Humanos-Libertad, en reconocimiento a su compromiso con la lucha por la libertad, la democracia, los derechos humanos y contra la dictadura en Cuba.

## Frecuencias

### FM
Indicativo RDS PS: "ESRADIO"

#### Andalucía
- Almería: 89.5 FM
- Bailén: 101.0 FM
- El Ejido: 103.4 FM
- Granada: 106.7 FM
- Levante Almeriense: 96.8 FM
- Málaga: 98.5 FM
- Sevilla: 106.9 FM
- Torrox: 92.8 FM

#### Aragón
- Aínsa: 88.7 FM
- Ayerbe: 97.6 FM
- Barbastro: 99.0 FM
- Canfranc: 100.8 FM
- Fraga: 92.1 FM
- Huesca: 106.6 FM
- Jaca-Sabiñánigo: 91.9 FM
- Monzón: 103.3 FM
- Mora de Rubielos: 102.6 FM
- Orihuela del Tremedal: 107.9 FM
- Ribagorza: 93.3 FM
- Teruel: 102.6 FM
- Zaragoza: 96.7 FM

#### Asturias
- Gijón: 105.2 FM
- Oviedo: 93.2 FM

#### Canarias
- Adeje: 94.0 FM
- Barlovento: 98.7 FM
- Breña Alta: 98.8 FM
- Fuencaliente de La Palma: 97.5 FM
- Güímar: 96.8 FM
- Icod de los Vinos: 89.0 FM
- Las Palmas de Gran Canaria: 91.1 FM
- Los Llanos de Aridane: 91.4 FM
- Los Silos: 105.1 FM
- Maspalomas: 95.3 FM
- Los Realejos: 95.8 FM
- San Miguel de Abona: 94.8 FM
- Santa Cruz de La Palma: 87.9 FM
- Santa Cruz de Tenerife: 98.8 FM
- Santiago del Teide: 94.8 FM
- Tijarafe: 100.5 FM

#### Cantabria
- Santander: 106.4 FM
- Torrelavega: 102.7 FM
- Valles Pasiegos: 105.3 FM

#### Castilla-La Mancha
- Albacete: 102.7 FM
- Guadalajara: 106.5 FM
- Molina de Aragón: 102.2 FM
- Sigüenza: 93.0 FM
- Trillo: 107.1FM

#### Castilla y León
- Aguilar de Campoo: 98.9 FM
- Ágreda: 93.2 FM
- Aranda de Duero: 91.6 FM
- Arenas de San Pedro: 88.4 FM
- Astorga: 97.7 FM
- Ávila: 89.6 FM
- Béjar: 94.1 FM
- Briviesca: 92.9 FM
- Burgo de Osma: 105.9 FM
- Burgos: 92.9 FM
- Ciudad Rodrigo: 97.8 FM
- El Espinar: 97.1 FM
- Guardo: 92.0 FM
- León: 90.2 FM
- Medina del Campo: 89.8 FM
- Miranda de Ebro: 90.2 FM
- Palencia: 101.9 FM
- Peñafiel: 93.0 FM
- Ponferrada: 98.7 FM
- Salamanca: 103.4 FM
- Segovia: 99.8 FM
- Soria: 88.1 FM
- Valladolid: 102.8 FM
- Zamora: 97.1 FM

#### Comunidad de Madrid
- Alcorcón: 105.7 FM
- Algete: 89.2 FM
- Madrid: 99.1 FM

#### Comunidad Valenciana
- Alicante: 107.4 FM
- Castellón: 92.5 FM
- Elche: 103.7 FM
- Jijona: 97.8 FM
- Navarrés: 92.7 - 94.3 FM
- Requena: 106.6 FM
- Sant Joan d'Alacant: 107.2 FM
- Valencia:  105.5 FM

#### Extremadura
- Coria: 93.5 FM
- Las Hurdes: 100.2 FM
- Montijo-Mérida: 102.1 FM

#### Galicia
- Bayona: 100.3 FM
- La Coruña: 102.7 FM
- Meis-Pontevedra: 103.3 FM
- Orense: 89.3 FM
- Padrón: 104.6 FM
- Porriño: 97.1 FM
- Santiago de Compostela: 87.6 FM
- Tuy: 97.1 FM
- Vigo: 101.9 FM

#### Islas Baleares
- Palma de Mallorca: 97.1 FM
- Ibiza: 105.5 FM

#### La Rioja
- Arnedo: 95.2 FM y 97.0 FM
- Logroño: 95.2 FM y 97.7 FM
- Santo Domingo de la Calzada: 100.1 FM

#### Navarra
- Peralta: 98.0 FM
- Tudela: 96.0 FM

#### Región de Murcia
- Cartagena: 98.4 FM
- Lorca: 97.0 FM
- Murcia: 90.8 FM
- Ricote: 102.1 FM

### TDT
- Red de cobertura estatal: RGE2

### Satélite
- Hispasat: 11510 V SR 10000 FEC 3/4, DVB-S